# Company Discografica Italiana
La CDI, acronimo di Company Discografica Italiana, è stata una casa discografica italiana, attiva negli anni '60 e '70.

## Storia
La Company Discografica Italiana fu fondata nel 1963, con il nome di California Song, dal discografico Pier Quinto Cariaggi, ex giornalista appassionato di musica; la sede fu stabilita a Milano.
Cariaggi, che oltre che discografico era spesso manager dei propri artisti, da un lato si attivò per scoprire e lanciare nuovi talenti, da gruppi beat come I Tubi Lungimiranti a cantanti più legati alla musica pop come Lara Saint Paul (che nel 1968 diventerà sua moglie), dall'altro, grazie ai legami di amicizia con personaggi del mondo musicale statunitense come Quincy Jones, portò in Italia, oltre allo stesso Jones che arrangiò e diresse due brani per Lara Saint Paul,  musicisti come Louis Armstrong o Lionel Hampton, facendoli partecipare al Festival di Sanremo 1968 e facendoli incidere per la sua etichetta.
Nel decennio successivo abbandonò lentamente l'attività discografica, privilegiando quella manageriale, e la CDI chiuse le attività.

## Dischi
La datazione qui riportata si basa sull'etichetta del disco o sulla copertina; qualora nessuno di questi elementi abbia una datazione, è basata sulla numerazione del catalogo; talora è, infine, basata sul codice della matrice di stampa. Se esistenti, sono riportati, oltre all'anno, il mese e il giorno (quest'ultimo dato si trova, a volte, stampato sul vinile).

### 33 giri
| Numero di catalogo | Anno | Interprete                                                           | Titoli                               |
| ------------------ | ---- | -------------------------------------------------------------------- | ------------------------------------ |
| CDI SP             | 1965 | Registrazioni a cura della Radio Svizzera Italiana (Fuori Commercio) | Sanremo 65                           |
| CALP 2023          | 1966 | Orchestra Igor Bernestin                                             | Una fisarmonica all'Opera            |
| CALP 2026          | 1966 | Giuseppe Di Stefano                                                  | Giuseppe Di Stefano                  |
| CALP 2027          | 1966 | Wilma De Angelis                                                     | Bailar - 12 successi latinoamericani |
| CALP 2029          | 1966 | Orchestra Igor Bernestin                                             | Musica made in U.S.A.                |
| CALP 2033          | 1966 | The Folkstudio Singers                                               | Shak-A-Lak                           |
| CALP 2034          | 1966 | Archangels                                                           | Italian beat                         |
| CALP 2040          | 1967 | Esecutori vari                                                       | 9º Zecchino d'Oro                    |
| CALP 2041          | 1967 | Wilma De Angelis, Gli Arcangeli e altri                              | I grandi successi 1967               |
| CALP 2042          | 1967 | Anna German                                                          | I classici della musica napoletana   |
| CALP 2043          | 1968 | Le Allucinazioni                                                     | Viaggio dentro l'LSD                 |
| CALP 2044          | 1968 | Lionel Hampton                                                       | Tutto San Remo '68                   |
| CALP 2045          | 1968 | Lara Saint Paul                                                      | Lara Saint Paul                      |

### 45 giri
| Numero di catalogo | Anno         | Interprete                                                                             | Titoli                                                    |
| ------------------ | ------------ | -------------------------------------------------------------------------------------- | --------------------------------------------------------- |
| 2001               | Ottobre 1964 | Tony Renis e Quincy Jones                                                              | Cara fatina/Lettera a Pinocchio                           |
| 2004               | 1966         | Anna German                                                                            | Chi sei tu/Meglio dire di no                              |
| 2005               | 1967         | Anna German                                                                            | Gi/Prima...tu                                             |
| 2007               | 1967         | Lara Saint Paul                                                                        | Non lo so se tu mi vai/Tu non ci credi più                |
| 2008               | 1967         | Anna German (sul lato A)/Lara Saint Paul (sul lato B)                                  | Te faje desidera'/Te faje desidera'                       |
| 2015               | 1967         | Lara Saint Paul (sul lato A)/I Romans (sul lato B)                                     | Il pieno/Il pieno                                         |
| 2016               | 1967         | Lara Saint Paul                                                                        | Fascination blues/Posso sbagliare                         |
| 2017               | 1968         | Louis Armstrong                                                                        | Mi va di cantare/Grassa e bella                           |
| 2018               | 1968         | Lara Saint Paul                                                                        | Mi va di cantare/Domenica pomeriggio                      |
| 2019               | 1968         | Sarah Vaughan / Fonorama Group (Luciano Zotti all'organo e Gianni Bedori al sax tenore | Che vale per me/Che vale per me                           |
| 2020               | 1968         | Lara Saint Paul                                                                        | Il mio amore è lontano/The touch of a Kiss                |
| 2021               | 1968         | Lara Saint Paul                                                                        | Non credere mai/Sono ancora qui                           |
| 2022               | 1968         | Lara Saint Paul                                                                        | Piango/Sono ancora qui                                    |
| 2023               | 1968         | Lara Saint Paul                                                                        | Il pieno/Te faje desidera'                                |
| 2024               | 1968         | Lara Saint Paul                                                                        | Amore amore amore amore/Tu domani tornerai                |
| 2025               | 1968         | Lara Saint Paul                                                                        | Come Butterfly/Il mondo che tu vuoi                       |
| 2026               | 1968         | Louis Armstrong                                                                        | Dimmi Dimmi Dimmi/Farfallina                              |
| 2028               | 1968         | I Tubi Lungimiranti                                                                    | Abbiamo paura dei topi/Hai distrutto una famiglia/L'anima |
| 2029               | 1969         | Lara Saint Paul                                                                        | La canzone portafortuna/Non lo so                         |
| 2030               | 1969         | Lara Saint Paul                                                                        | Vivo cantando/Un grande amore                             |
| 2031               | 1969         | Lara Saint Paul                                                                        | Non lo so se tu mi vai/un grande amore                    |
| 2032               | 1969         | Lara Saint Paul                                                                        | Che vita pazza/Adoro la vita                              |
| 2033               | 1969         | Lara Saint Paul                                                                        | Summertime/Il mio amore è lontano                         |
| 2037               | 1969         | Lara Saint Paul                                                                        | Dove volano i gabbiani/I lost a word                      |
| 2038               | 1970         | I Tubi Lungimiranti                                                                    | Spegni questa luce/A poche ore                            |
| 2039               | 1970         | Lara Saint Paul                                                                        | Le serenate del primo amore/Asciuga asciuga               |